# Karel Lažnovský
Karel Lažnovský (8. března 1906 Motyčín, dnes součást Kladna – 11. října 1941 Praha) byl novinářem, redaktorem a politickým publicistou. Na přelomu dvacátých a třicátých let byl aktivním komunistou, až do roku 1933 psal pro Rudé právo. Poté psal pro deník České slovo a přikláněl se k nacionalismu.
V období Protektorátu patřil do skupiny aktivistických novinářů vytrvale podporujících okupační moc. Byl otráven členy demokratického odboje během tzv. chlebíčkové aféry, podle závěrů pitvy zemřel na břišní tyfus. Atentát byl proveden z popudu tehdejšího premiéra Aloise Eliáše.